# 北国街道 (信越)

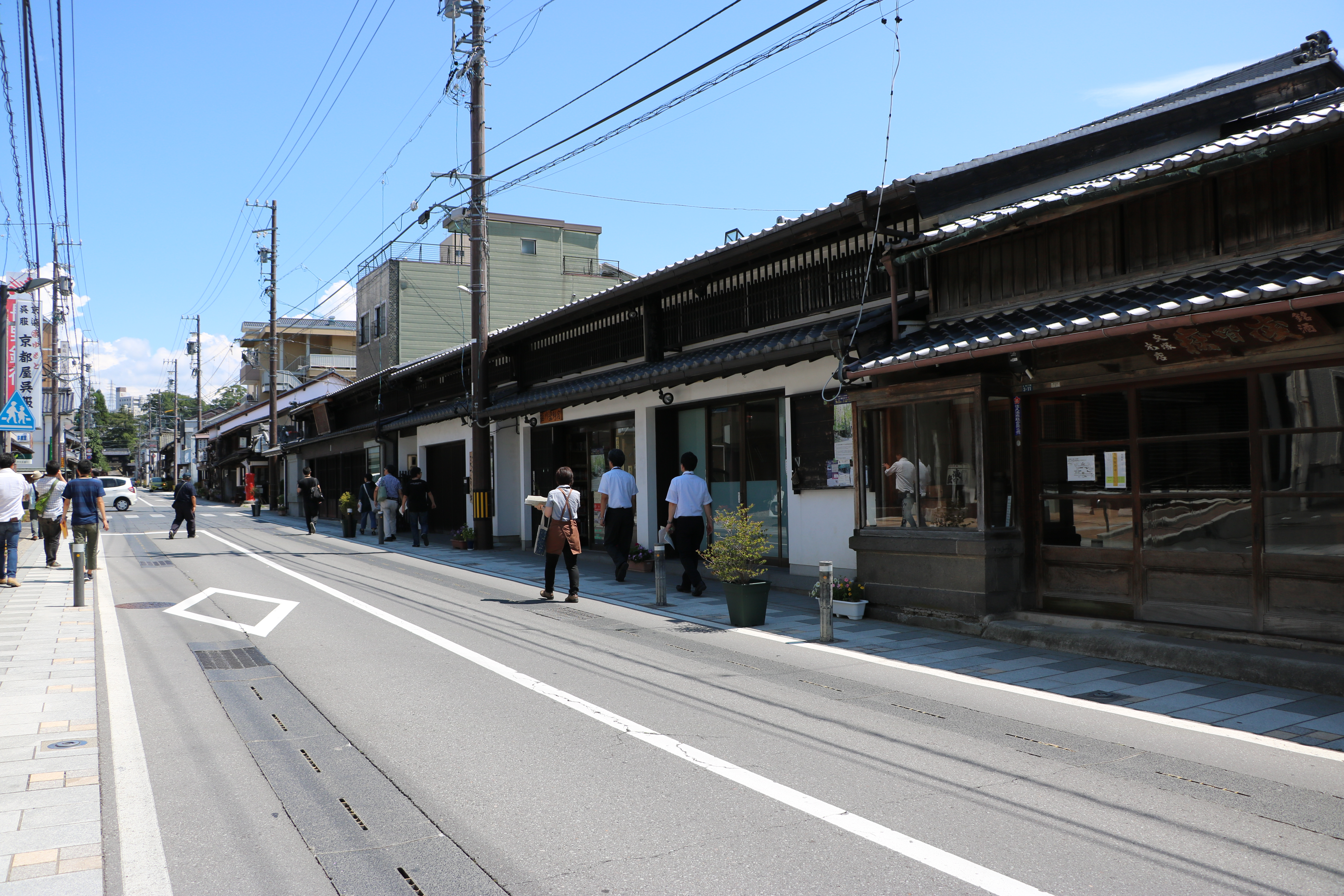
小諸市の北国街道

北国街道（ほっこくかいどう）は、日本の街道の一つ。江戸幕府によって整備された脇街道（脇往還）で、中山道の追分宿から分岐して高田（新潟県上越市）さらに出雲崎に至る街道をいう。北国脇往還ともいい、善光寺を経由するため善光寺道（善光寺街道）ともいう。軽井沢町から上越市までの区間は現在の国道18号にほぼ相当する。
なお、北陸地方全体を通して「旧北国街道」を「滋賀県の鳥居本から長野県の追分までを結ぶ街道」とする文献もある。加賀藩領内などでは北国街道（北陸道）のうち、東方の江戸へ向かう道筋を下街道（往還）、西方の京都へ向かう道筋を上街道（往還）とも呼んでいた。前者の江戸とつなぐための道は北陸の諸大名が参勤交代に利用したため「加賀街道」と称され、これが北国街道の別名とされることもある。

## 概要
江戸と城下町の高田（新潟県上越市）をつなぐための道で、当初は中山道の終点・追分宿（現・長野県北佐久郡軽井沢町）から高田城下（現・新潟県上越市）までを指した。しかし、佐渡で産出される金銀の江戸への輸送路として重要度が増すと出雲崎にまで延長された。その後、新潟湊が発展したことで、街道は新潟に伸び、さらに岩室や巻を通る街道まで一体的に「北国街道」と呼称する場合もみられるようになった。善光寺平の入り口矢代宿（屋代宿とも書く）を過ぎて雨宮の渡しで千曲川を渡る。
この北国街道（北国西往還、善光寺道）に対して、善光寺を経由せずに千曲川東岸に沿って北上する東脇往還（松代道）もあった
。この路は、谷街道の一部と重なり、犀川の川止めで本道が足止めされた場合、布施の渡しで千曲川を渡って福島宿へと迂回し、足止めを回避することを目的としている。
沿線の宿場町のまち並みは観光地となっている。

## 宿駅
田中宿と海野宿、上戸倉宿と下戸倉宿、古間宿と柏原宿、関川宿と上原宿、田切宿と二俣宿、松崎宿と二本木宿は合宿（あいしゅく）といい、セットで1つの宿場の役割を果たした。また、鼠宿と篠ノ井追分宿は間の宿（あいのしゅく）といい、幕府や藩の非公認の宿であった。

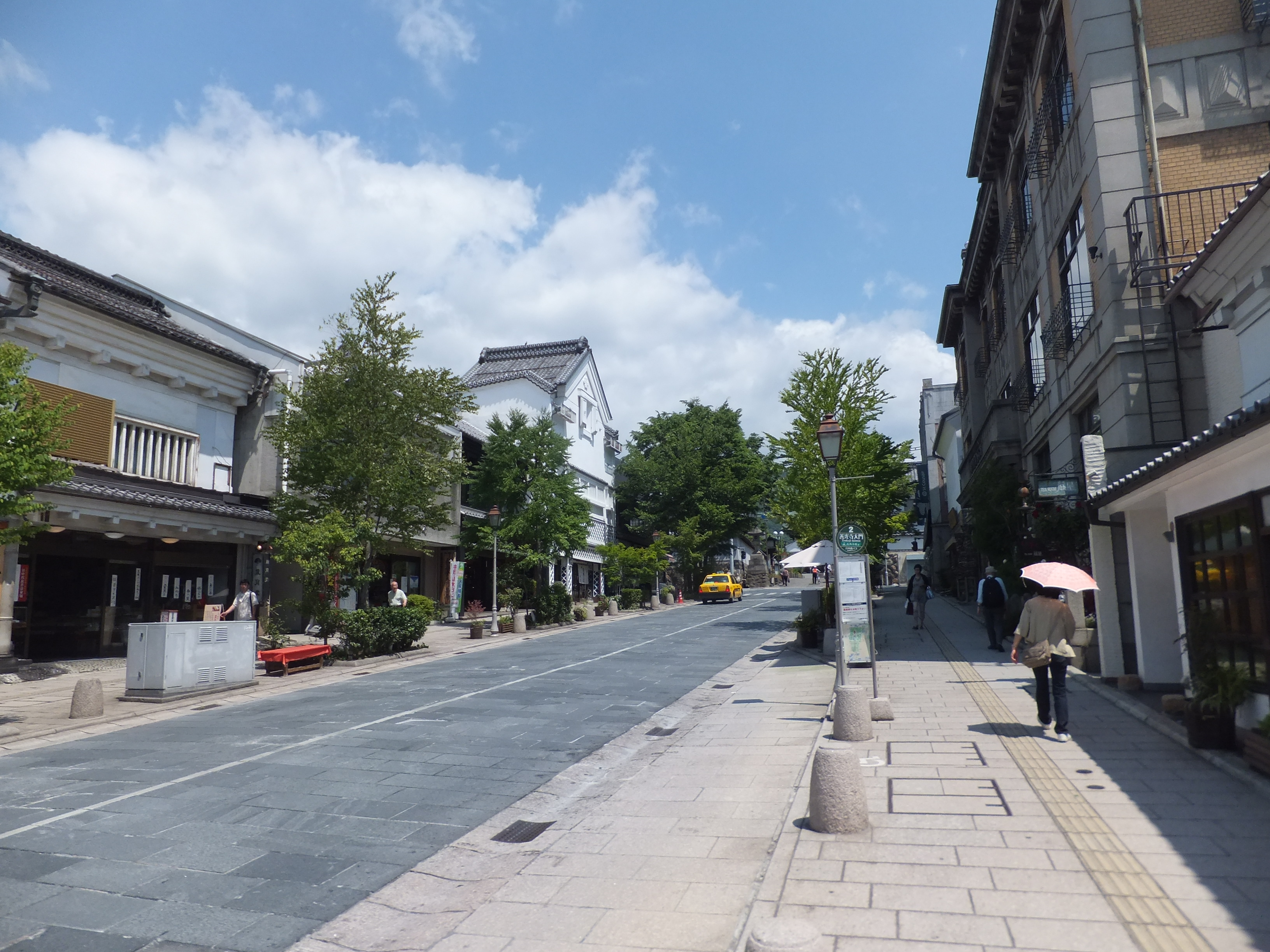
善光寺門前（大門町）

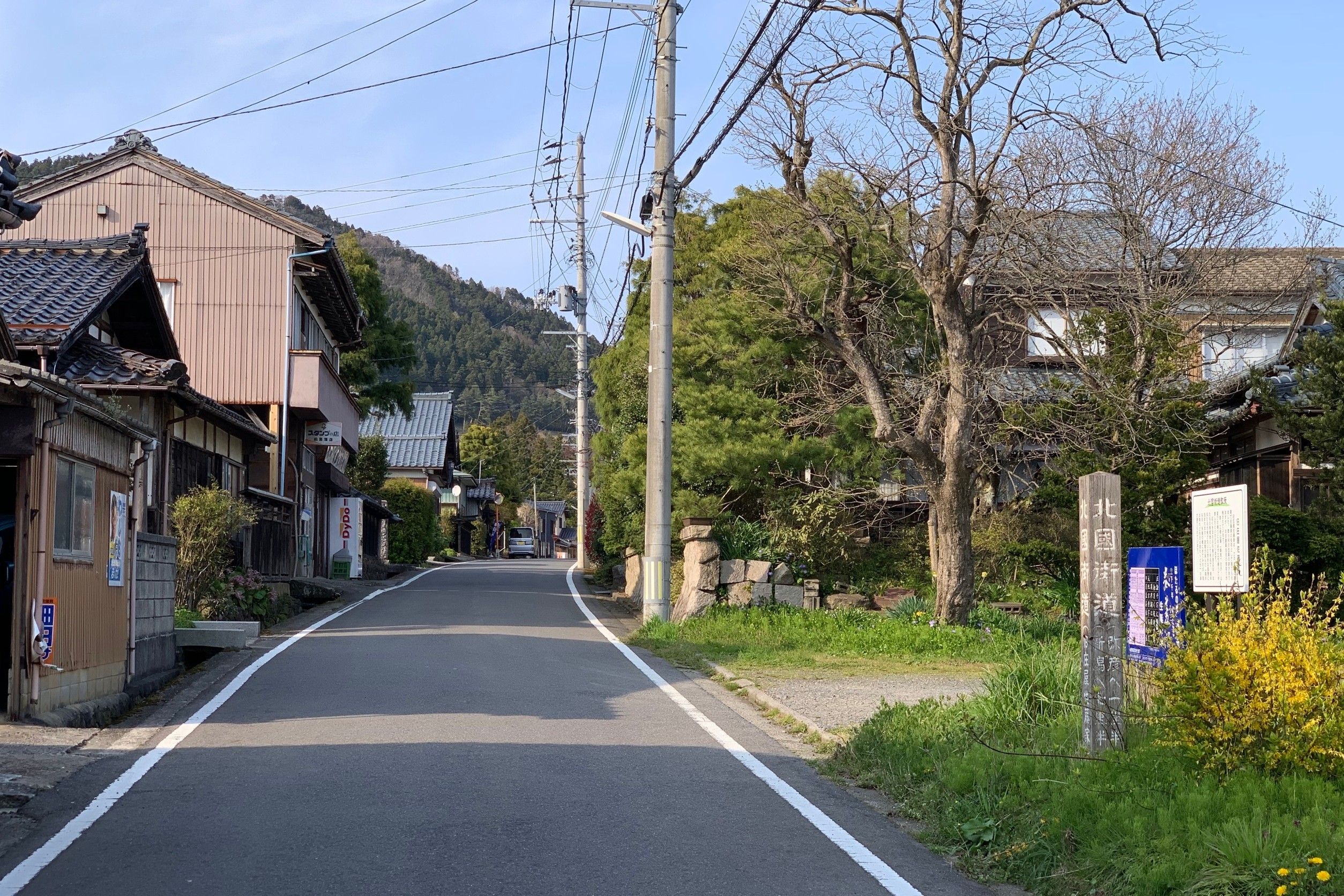
弥彦と新潟湊を結ぶ区間も北国街道と呼ばれる（新潟市西蒲区福井、2020年4月）

- 追分宿（長野県北佐久郡軽井沢町）
- 小諸城下・小諸宿（長野県小諸市）
- 田中宿・海野宿（長野県東御市）
- 上田城下（長野県上田市）
- （間の宿）鼠宿（長野県埴科郡坂城町）
- 坂木宿（長野県埴科郡坂城町）
- 上戸倉宿・下戸倉宿（長野県千曲市）
- 矢代宿（長野県千曲市）
- （間の宿）篠ノ井追分宿（長野県長野市）
- 丹波島宿（長野県長野市）
- 善光寺宿（長野県長野市）
- 新町宿（長野県長野市）
- 牟礼宿（長野県上水内郡飯綱町）
- 古間宿・柏原宿（長野県上水内郡信濃町）
- 野尻宿（長野県信濃町）
- 関川宿・上原宿（新潟県妙高市）
- 田切宿・二俣宿（新潟県妙高市）
- 関山宿（新潟県妙高市）
- 松崎宿・二本木宿（新潟県上越市中郷区）
- 荒井宿（新潟県妙高市）
- 高田城下（新潟県上越市）

松代道（脇道）
- 矢代宿（長野県千曲市）
- 雨宮宿（長野県千曲市）
- 松代城下（長野県長野市）
- 川田宿（長野県長野市）
- 福島宿（長野県須坂市）
- 神代宿（長野県長野市）
- 牟礼宿（長野県上水内郡飯綱町）